# 松下麻理緒
松下 麻理緒（まつした まりお）は、日本の小説家、推理作家。東京都生まれと福岡県生まれの女性2人による共同ペンネーム。
東京女子大学心理学科を同期で卒業。2007年、『誤算』で第27回横溝正史ミステリ大賞テレビ東京賞を受賞した（この回の大賞受賞者は桂美人、大村友貴美）。受賞時は56歳で、東京都在住。
前年の2006年には、「松下麻利緒」名義の『毒殺倶楽部（ポイズンくらぶ）』で第16回鮎川哲也賞の佳作になっている（この回の受賞者は麻見和史、もう1人の佳作は似鳥鶏）。『毒殺倶楽部』は受賞後13年間未刊行だった。

## 作品リスト
- 誤算 （2007年10月、角川文庫）ISBN 978-4043866014
- 流転の女 （2011年10月、角川書店）ISBN 978-4048742184
  - (改題) 転落 （2019年3月、角川文庫）ISBN 978-4041076552
- 毒殺倶楽部 （2019年10月、朝日文庫）ISBN 978-4022649317
- 偽画 （2020年3月、角川文庫）ISBN 978-4041090022
- 不在者 家裁調査官 加賀美聡子 （2020年9月、小学館文庫）